# Avenida Los Granaderos
La Avenida Los Granaderos (comúnmente llamada bulevar Los Granaderos, aunque desde el aspecto urbano no cumple esa función) es una avenida del sector norte de la ciudad de Córdoba (Argentina). Corre de este a oeste y se encuentra totalmente asfaltada. La misma tiene un recorrido de aproximadamente 3.4 km y se extiende desde la intersección del paso a nivel de Isabel La Católica y Bulevar Los Andes hasta la intersección conocida como las 5 esquinas de la Avenida Rodríguez del Busto. Uno de sus cruces más importantes es con la avenida Monseñor Pablo Cabrera.
Sobre esta arteria circulan las líneas 600 y 601 del corredor .